# Viuet
Viuet, o Viu de Barravés, és un poble del municipi del Pont de Suert, a l'Alta Ribagorça. Formà part del terme de Llesp fins a llur incorporació al Pont de Suert el 1968.
En la proposta derivada de l'informe popularment denominat Informe Roca, es preveia integrar els enclavaments de l'Artiga i de Casós en el terme municipal de Vilaller, segregant-los del Pont de Suert. Igualment amb els pobles de Sarroqueta i Viuet. Alhora, el municipi de Vilaller passaria a denominar-se Vilaller i Vall de Barravés.
Està situat a 1.080,5 metres d'altitud, a l'extrem de ponent del terme, prop de Sarroqueta de Barravés. El poble vell, del tot abandonat, és a redós d'un penyal que protegeix el poble pel costat nord-est.

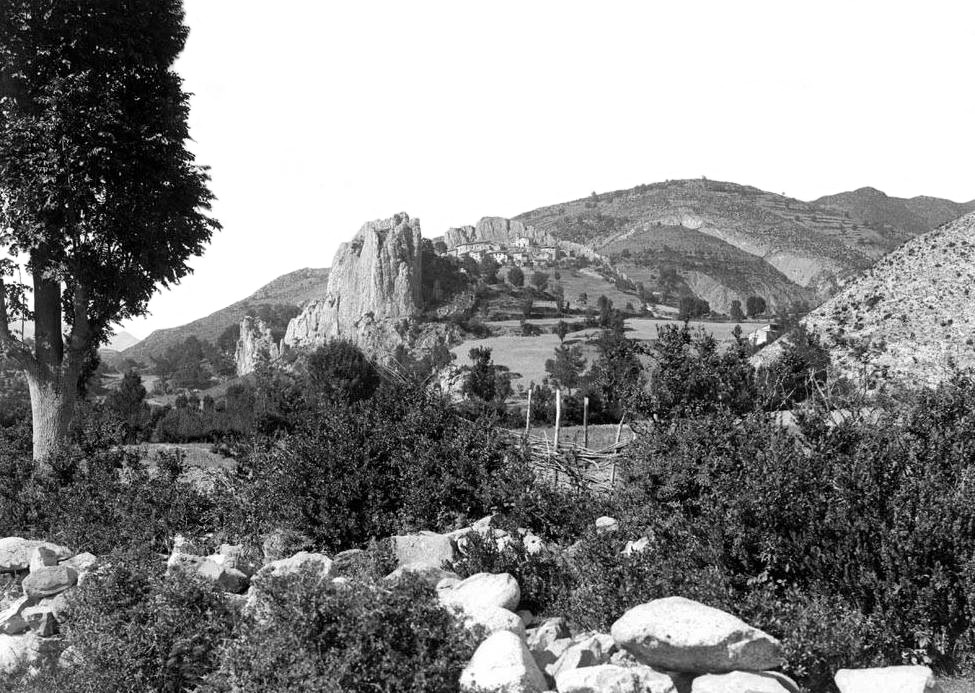
Viuet, des del camí del Pont de Suert (agost de 1892)

És en un lloc de difícil accés, ja que no hi ha cap camí que hi dugui. S'hi arriba per un corriol que puja des de llevant del Càmping Alta Ribagorça, de les Bordes. S'hi pot arribar en vehicle des de la Borda de Betrans, per una pista de muntanya que passa per les Roques de Sentís i s'enfila, fent ziga-zagues, cap a darrere del tossal de Viuet, per les Collades, des d'on un camí en desús, cap a llevant, mena al despoblat.
L'església parroquial del poble, actualment tancada al culte, és dedicada a la Transfiguració del Senyor, però dins del mateix nucli de població hi ha la capella de Casa Botiguer, dedicada a sant Salvador. Viuet pertany al bisbat de Lleida, pel fet d'haver pertangut, a l'edat mitjana, al bisbat de Roda de Ribagorça. Format part de la unitat pastoral 26 de l'arxiprestat de la Ribagorça, i és regida pel rector del Pont de Suert.
Dominava el poble el Castell de Viuet, del qual a penes en queda res avui dia.

## Etimologia
Viuet és un diminutiu de Viu; per tant, el topònim Viuet té el mateix origen que el de Viu. Tots dos deriven del mot antic bigo, que és confluència d'una arrel iberobascoaquitènica i d'una altra de germànica. La d'origen bascoide prové d'una arrel que significa forca, i, en canvi, la germànica vindria d'un antropònim antic, Wigo. Després d'una llarga reflexió amb aquesta informació, entre d'altra, Joan Coromines es decanta per l'origen germànic, que veu més factible.

## Història
El castell de Viuet fou donat al monestir de Sant Andreu de Barravés, que el cediren a feu als barons d'Erill, que el tenien al segle xii. Més tard, com Sarroca de Barravés i Llesp, passà a mans del bisbe de Lleida.
En el Fogatge del 1553, consten a Sarroqueta d'en Viu 7 focs (unes 35 persones)
Viuet va tenir ajuntament propi entre 1812 i 1847, juntament amb la quadra de Miravet, com la majoria de pobles ribagorçans, fins que fou agregat el 1847 a l'ajuntament de Vilaller. Tanmateix, en una circular d'estadística del 1857 ja apareix com a pertanyent a l'ajuntament de Llesp.
Pascual Madoz, en el seu Diccionario geográfico... del 1845 descriu el poble de Vihuet dient que és en el vessant occidental d'una muntanya, sota una penya que el defensa del vent del nord, i que té un clima sa. El poble, segons ell, estava format per set cases miserables, una borda deshabitada i l'església parroquial, dedicada a la Transfiguració. El cementiri és immediat al poble, i hi ha una font a 200 passes.
El terreny de Viuet era muntanyós, àrid i trencat, amb l'aigua d'un barranc i de la Noguera Ribagorçana que banyen alguns prats. S'hi collia sègol, patates i pastures. S'hi criava bestiar menor i boví, i hi havia pesca de truites. Constituïen el poble 4 veïns i 39 habitants.
El 1960 encara tenia 49 habitants; el 2009 era ja un despoblat, amb el poble del tot abandonat. Tanmateix, fins al 2006 hi havia encara un habitant, però el 2019 ja no hi havia ningú censat.